# Kathleen Siminyu
Kathleen Siminyu ist eine kenianische Informatikerin, Mathematikerin und Ingenieurin für Maschinelles Lernen und Mitbegründerin der Initiative „Nairobi Women in Machine Learning and Data Science“. Sie ist Stipendiatin bei der Mozilla Foundation, in dessen Rahmen sie an der Entwicklung eines Sprachtranskriptionsmodells für Kiswahili arbeitet.

## Leben
Siminyus Eltern sind beide Ärzte. Ihren Bachelor in Mathematik und Computer Science absolvierte sie 2016 an der Jomo Kenyatta University of Agriculture and Technology in Juja, Kenia. Dort wurde sie 2015 Botschafterin der Intel Student Partners. Als Teil dieses Teams lernte sie Intel-Software-Tools kennen und wurde damit beauftragt, diese Fähigkeiten an andere Studierende weiterzugeben. Zu derselben Zeit absolvierte sie ein Praktikum in Software Developing bei Ralphowino Consulting.
Siminyu war als regionale Koordinatorin für „Artificial Intelligence for Development Africa“ mit verschiedenen Projekten zur Förderung von künstlicher Intelligenz (KI) beschäftigt. In ihrer Forschung hat Kathleen Siminyu zuvor an der Sprachtranskription für Luhya-Sprachen gearbeitet und im Rahmen von Masakhane zur maschinellen Übersetzung für kenianische Sprachen beigetragen. 2017 gründete sie mit Muthoni Wanyoike die Initiative „Nairobi Women in Machine Learning and Data Science“. 2020 arbeitete sie an der School of Computer Science, die an der Carnegie Mellon University angesiedelt ist. Von 2019 bis 2021 absolvierte sie einen Masterstudiengang in Informatik mit Spezialisierung in Computational Perception & Robotics am Georgia Institute of Technology. Sie lebt und arbeitet in Kilifi, Kenia.

## Forschung
Mit ihrer Arbeit möchte Siminyu unterrepräsentierte Gruppen, insbesondere Frauen, beim Einstieg in die Informatik unterstützen. Dafür organisiert sie zahlreiche Projekte, hält Vorträge und ist in mehreren Organisationen aktiv, darunter „Africa’s Talking“ und „Deep Learning Indaba“. Siminyus Forschung findet international Beachtung. Sie hält Vorträge und gibt Workshops u. a. auf Fachtagungen im Goethe-Institut Singapur oder am Hygiene-Museum Dresden.
In ihrer Arbeit beschäftigt sie sich insbesondere mit der Optimierung von Sprachverarbeitung und der maschinellen Übersetzung verschiedener afrikanischer Sprachen. Die Weiterentwicklung von Sprachtechnologien sieht Siminyu als Beitrag zur Förderung der sprachlichen Vielfalt. Fortschritte in der Sprachverarbeitung ermöglichen Tools wie die Sprachsuche, Text-to-Speech, Spracherkennung und maschinelle Übersetzungen. Diese sind jedoch meist nur für Sprachen wie Englisch, Französisch oder Chinesisch verfügbar. Ohne grundlegende digitale Ressourcen für afrikanische Sprachen sind diese Tools für jene Sprachen nicht anwendbar. Angesichts der großen Vielfalt afrikanischer Sprachen und des allgemeinen Mangels an digitalen Werkzeugen, mit diesen zu arbeiten, geht es Siminyu insbesondere darum, Anwendungen für maschinelles Lernen zu entwickeln. Derzeit arbeitet Siminyu an einem Transkriptionsmodell für Kiswahili, für das sie eine Datenbank an Beispielen erstellt, um weiterhin eine Maschine dahingehend zu trainieren, dass diese die Sprache erkennen kann.

## Publikationen

### Aufsätze (Auswahl)
- Siminyu, Kathleen et al. "Phoneme Recognition through Fine Tuning of Phonetic Representations: a Case Study on Luhya Language Varieties." arXiv preprint arXiv:2104.01624 (2021).
- Siminyu, Kathleen et al. "AI4D--African Language Dataset Challenge." arXiv preprint arXiv:2007.11865 (2020).
- Siminyu, Kathleen et al. "Participatory Research for Low-resourced Machine Translation: A Case Study in African Languages." (2020).
- Siminyu, Kathleen. "NLP Resources for African Languages" (2018).